# Bernard Georges

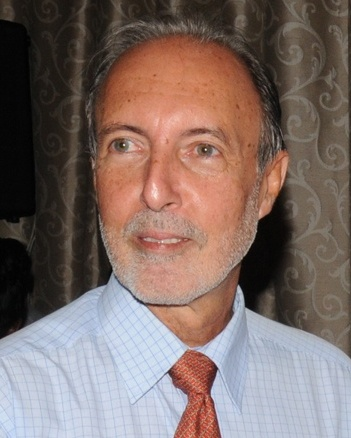
Bernard Georges (2015)

Bernard Georges (* 24. August 1955 in der Kronkolonie Seychellen) ist ein seychellischer Rechtsanwalt und Politiker der United Opposition (UO), der Seychelles National Party (SNP) und später der Linyon Demokratik Seselwa (LDS), der unter anderem Mitglied der Nationalversammlung ist.

## Leben
Bernard Georges absolvierte nach dem Schulbesuch ein Studium der Rechtswissenschaften am Fitzwilliam College der University of Cambridge und war nach dessen Abschluss als Rechtsanwalt tätig. Er begann sein politisches Engagement 1991 für die Vereinigte Opposition UO (United Opposition), aus der 1994 die Nationalpartei SNP (Seychelles National Party) entstand. Bei den Wahlen zwischen dem 20. und 23. Juli 1993 sowie bei der Wahl vom 20. bis 22. März 1998 kandidierte er Wahlkreis „Plaisance“ jeweils erfolglos für ein Mandat in der Nationalversammlung. 2001 wurde er als Proportional member zum Mitglied der Nationalversammlung ernannt und gehörte dieser für die Liste der oppositionellen SNP an. 
Bei der Wahl am 6. Dezember 2002 sowie der Wahl vom 10. bis 12. Mai 2007 wurde Georges für die SNP im Wahlkreis „Les Mamelles“ direkt in die Nationalversammlung gewählt. In der vierten Legislaturperiode (2007 bis 2011) war er Mitglied des Ausschusses für Geschäftsordnung (Standing Orders Committee) und des Ausschusses für Gesetzesentwürfe (Scrutiny of Bills Committee). Im Juli 2015 wurde er als erster Seycheller für eine fünfjährige Amtszeit zu einem der zwölf Richter des Gerichtshofes des Gemeinsamen Marktes für das Östliche und Südliche Afrika COMESA (Common Market for Eastern and Southern Africa) ernannt. Das Gericht tagt ad hoc, wenn Rechtsfälle im Zusammenhang mit der Auslegung und Anwendung des COMESA-Vertrags anstehen. Sowohl der öffentliche als auch der private Sektor in der COMESA-Region können ihre internationalen Handelsstreitigkeiten dem Gerichtshof zur Lösung und Beilegung vorlegen.
Bei der Wahl vom 8. bis 10. September 2016 wurde Bernard Georges für die oppositionelle Demokratische Allianz/Union der Seychellen LDS (Linyon Demokratik Seselwa) im Wahlkreis „Les Mamelles“ wieder zum Mitglied der Nationalversammlung gewählt und gehört dieser nach seiner Wiederwahl bei der Parlamentswahl am 20. /22. Oktober 2020 seither in der sechsten und siebten Legislaturperiode an. Nach dem Sieg seines Parteifreundes Wavel Ramkalawan bei der Präsidentschaftswahl vom 22. bis 24. Oktober wurde er am 28. Oktober 2020 als Leader of Government Business (LGB) Mehrheitsführer im Parlament und damit der aktuellen Regierung von Staatspräsident Wavel Ramkalawan.
Bernard Georges ist mit der Rechtsanwältin Annette Georges (* 1957) verheiratet, mit der er die Anwaltskanzlei Georges & Georges betreibt und die Vizepräsidentschaftskandidatin der Seychelles National Party bei den Wahlen 1998, 2001 und 2006 war.